# Poisson nettoyeur
Taxons concernés
Des espèces des familles :
- etc. (Voir texte)modifier

Dans le langage courant le nom vernaculaire poisson nettoyeur est souvent utilisé pour designer un poisson qui s'alimente en nettoyant une surface ou un autre poisson (nettoyage symbiotique) à l'aide de sa bouche. Ce terme est très ambigu, car plusieurs poissons complètement différents ont ce comportement.

## Les poissons-chats
Les poissons-chats sont détritivores, ils sont dotés d'une bouche adaptée à cette alimentation en forme de ventouse ou entourée de barbillons. Ce sont donc les poissons nettoyeurs par excellence, notamment les Loricariidés, les Mochokidés et les Callichthyidés très populaires en aquariophilie appelés couramment "mangeurs d'algues". Les espèces surnommées "Pléco", sont les plus prisées, car ils sont réputés pour leur appétit pour les algues envahissantes, mais ces poissons atteignent facilement 50 cm et mangeront davantage les plantes de l'aquarium que les algues, souvent indigestes pour eux. Les poissons-chats requièrent une alimentation appropriée et équilibrée, plutôt que le jeûne et la malnutrition qui leur sont infligés par l'ignorance des néophytes.

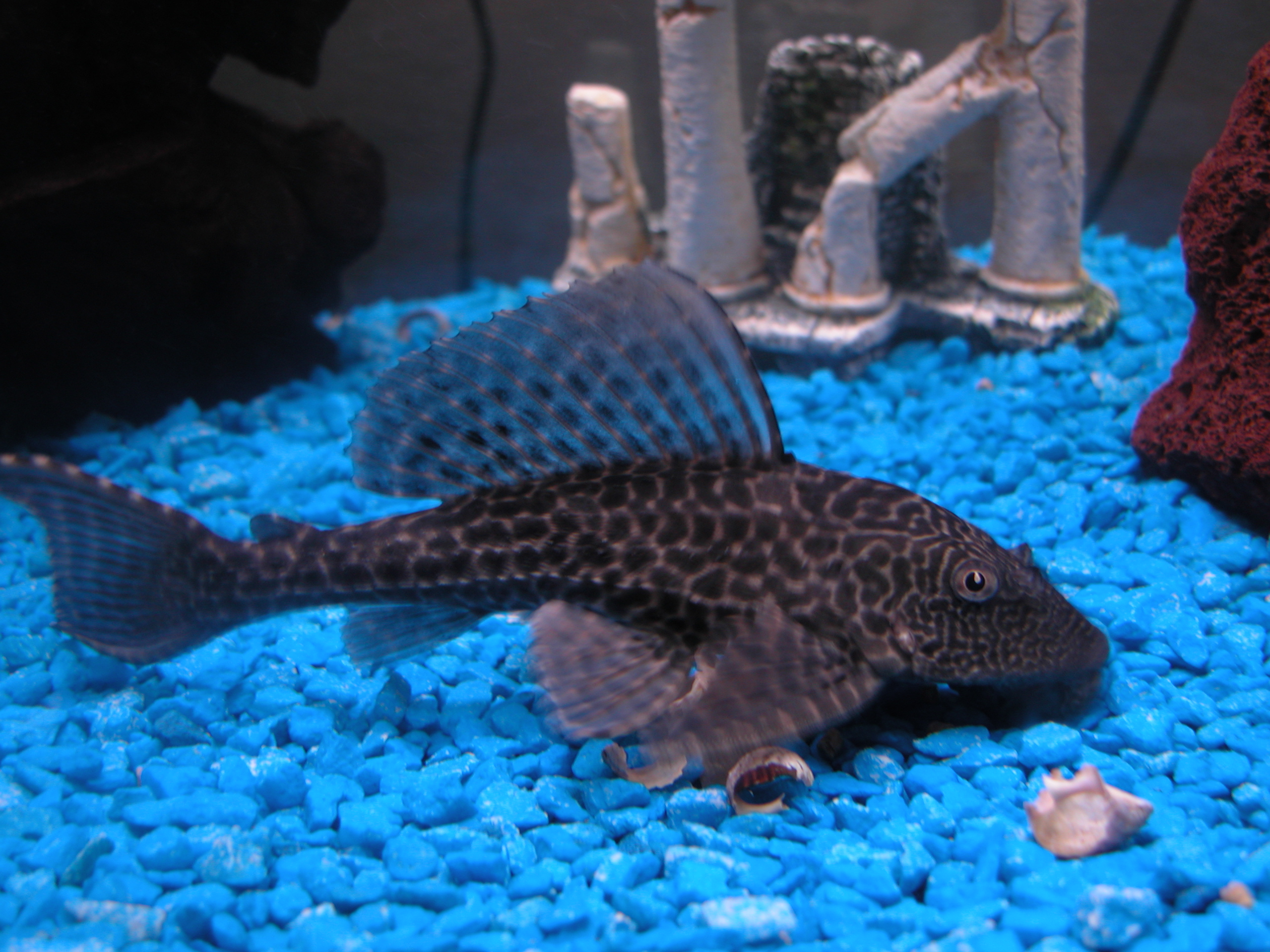
Pterygoplichthys pardalis est très commun en aquariophilie.
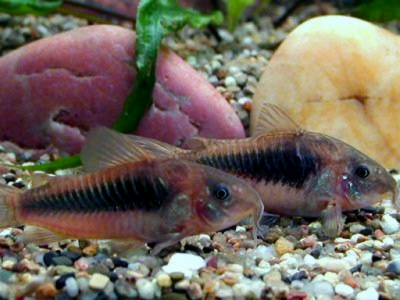
Corydoras cuivré

## Les labres nettoyeurs
Les labres nettoyeurs du genre Labroides des régions tropicales Indo-Pacifique entretiennent des relations inter-espèces mutualistes : les espèces marines plus grandes laissent ce poisson les nettoyer de leurs parasites.
Depuis quelques années des labres sont utilisés par des pisciculteurs bio (ou par des entreprises qui l'utilisent en combinaison avec des pesticides antiparasitaires chimiques) comme moyens de lutte biologique pour débarrasser les saumons élevés en cage de parasites qui peuvent y pulluler (le pou du saumon),.

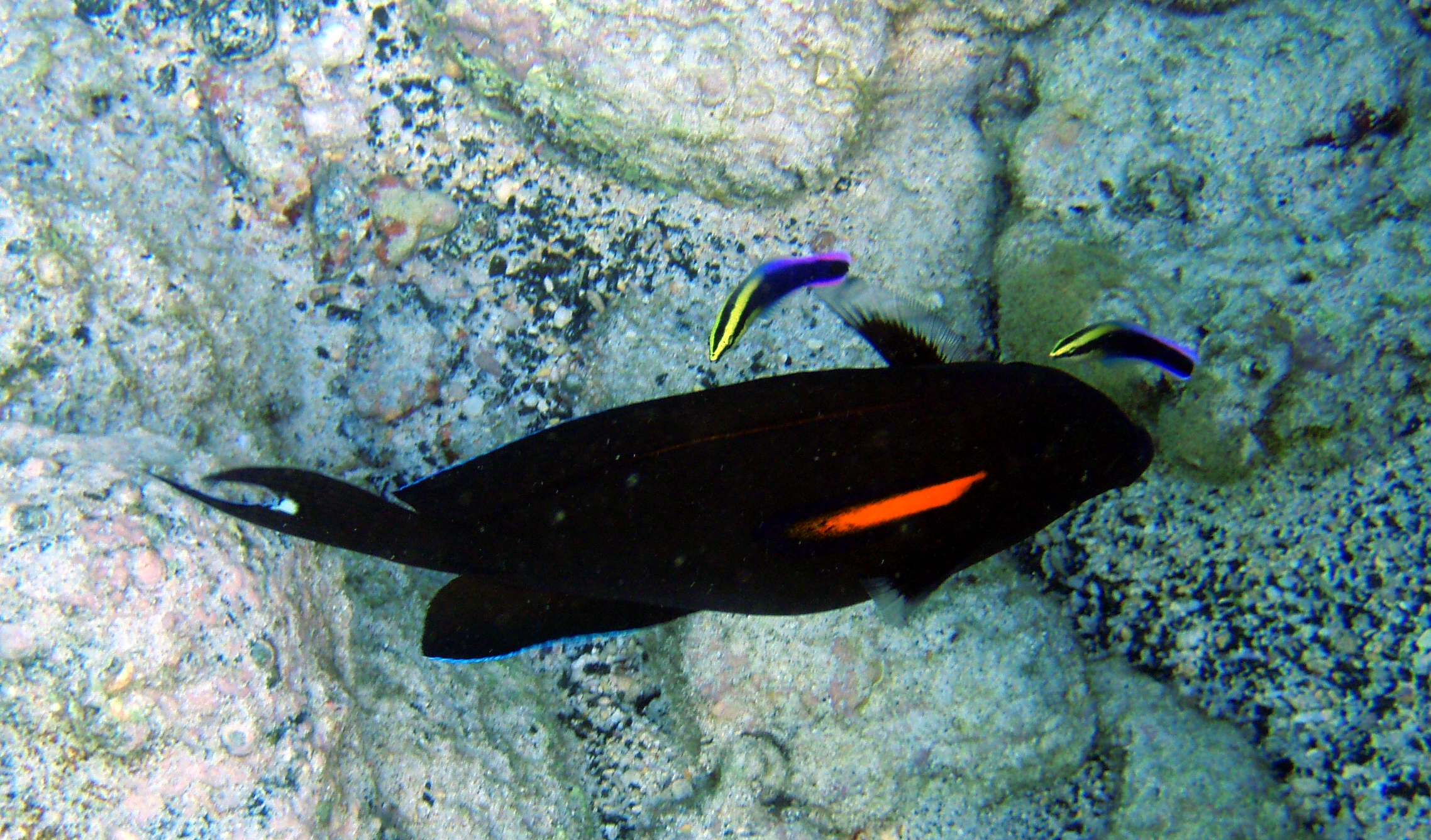
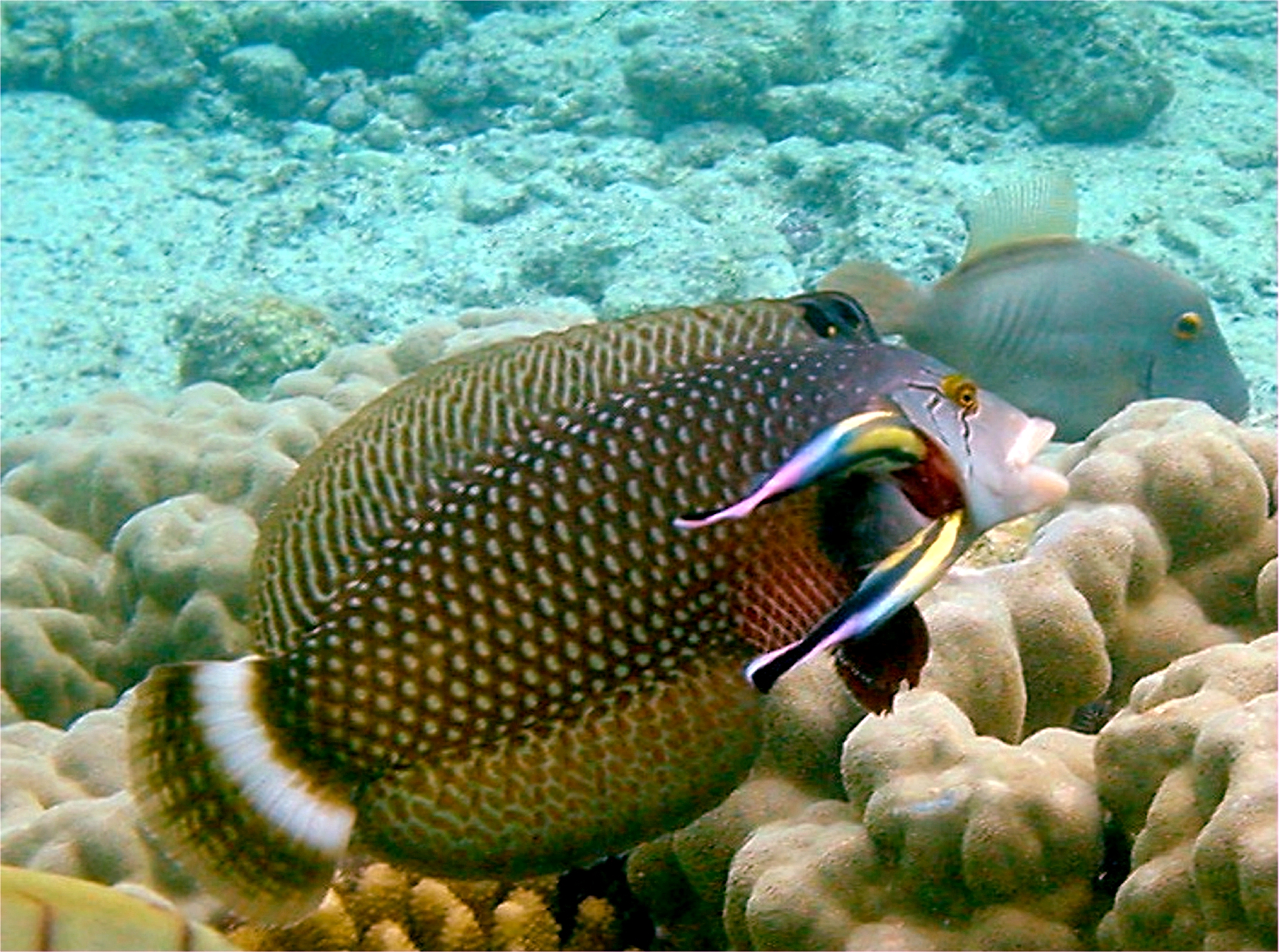

## Les Rémoras
Les rémoras sont des poissons commensaux qui forment la famille des Echeneidés de l'ordre des Perciformes qui vivent en général dans les eaux chaudes.
Le rémora vit en symbiose avec d'autres poissons plus gros — son partenaire préféré est le requin — de cétacés ou même de bateaux en se liant à eux par le disque d'accroche puissant placé sur sa tête qui remplace sa nageoire dorsale. Il débarrasse de leurs parasites les poissons auxquels il s'attache puisqu'il se nourrit de ce qu'il trouve sur son hôte et se faufile jusque dans les ouïes. Cependant, les blessures qu'ils infligent à l'hôte amènent à penser qu'ils nuisent souvent à l'espèce, on parle alors de parasitisme[réf. nécessaire].

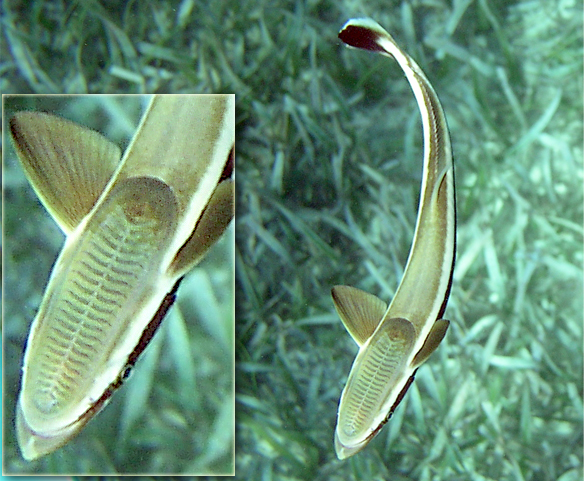
Remora et détail de la ventouse
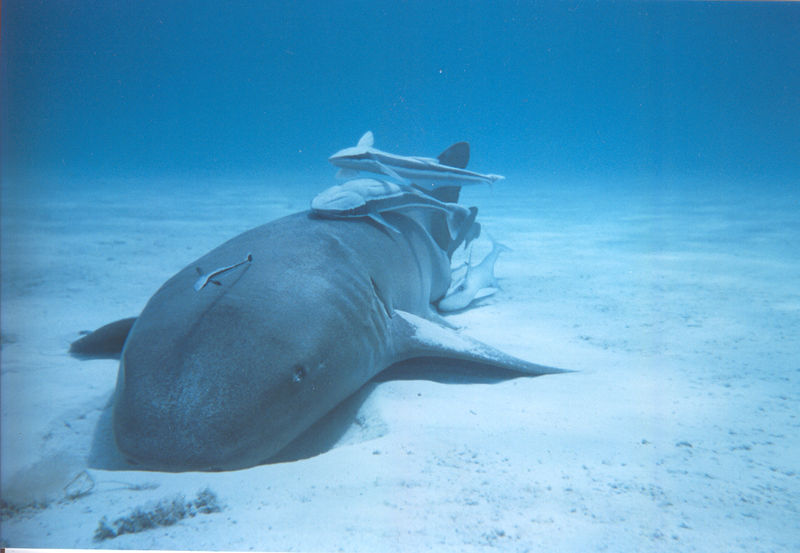
Rémoras et Requin (Ginglymostoma cirratum)

## LesGarra rufa
Ce nom est aussi donné aux Garra rufa, des petits poissons importés de Turquie parfois utilisés pour nettoyer la peau humaine en mangeant les peaux mortes,.

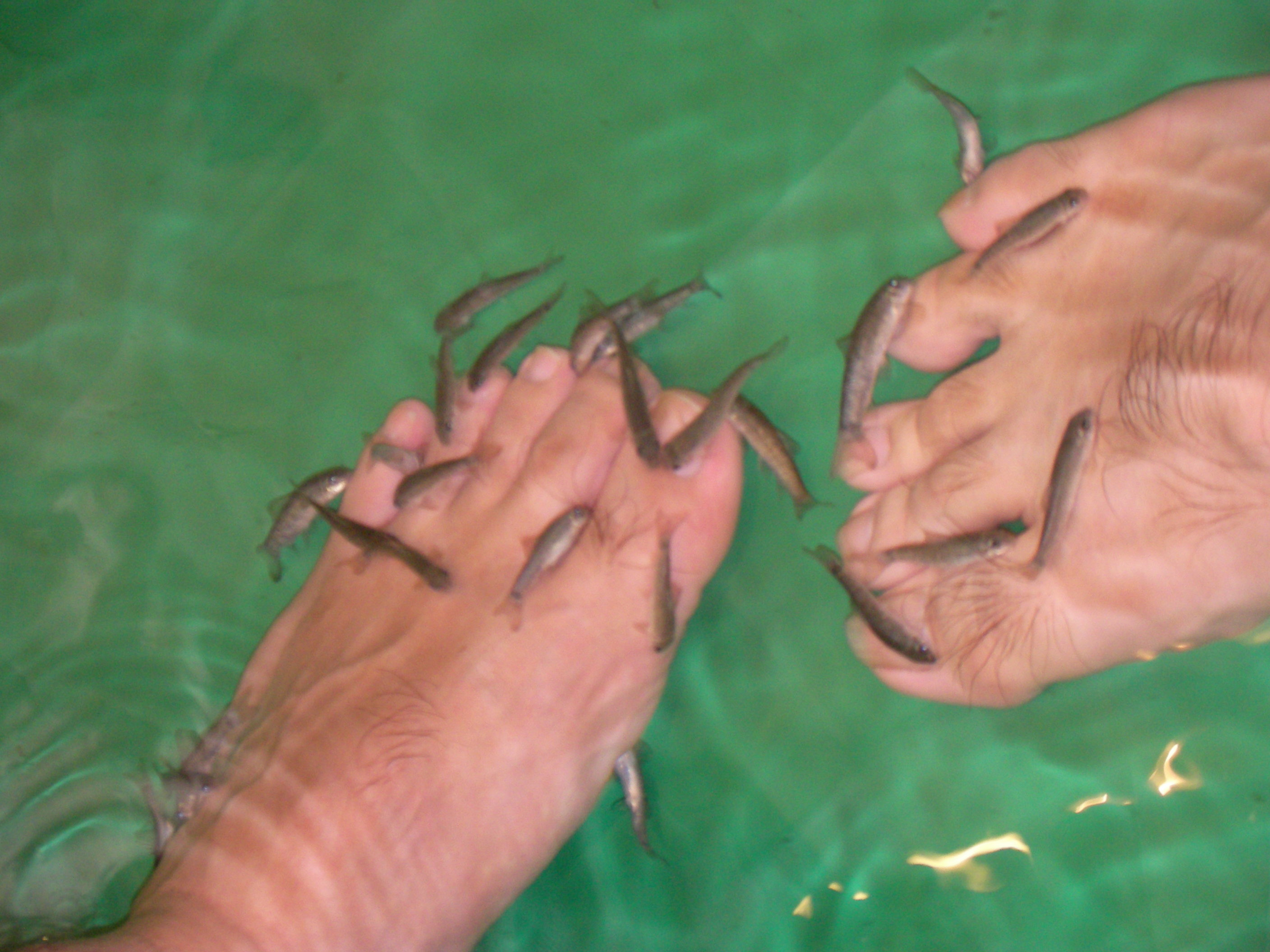
Les Garra rufa mangent les peaux mortes.
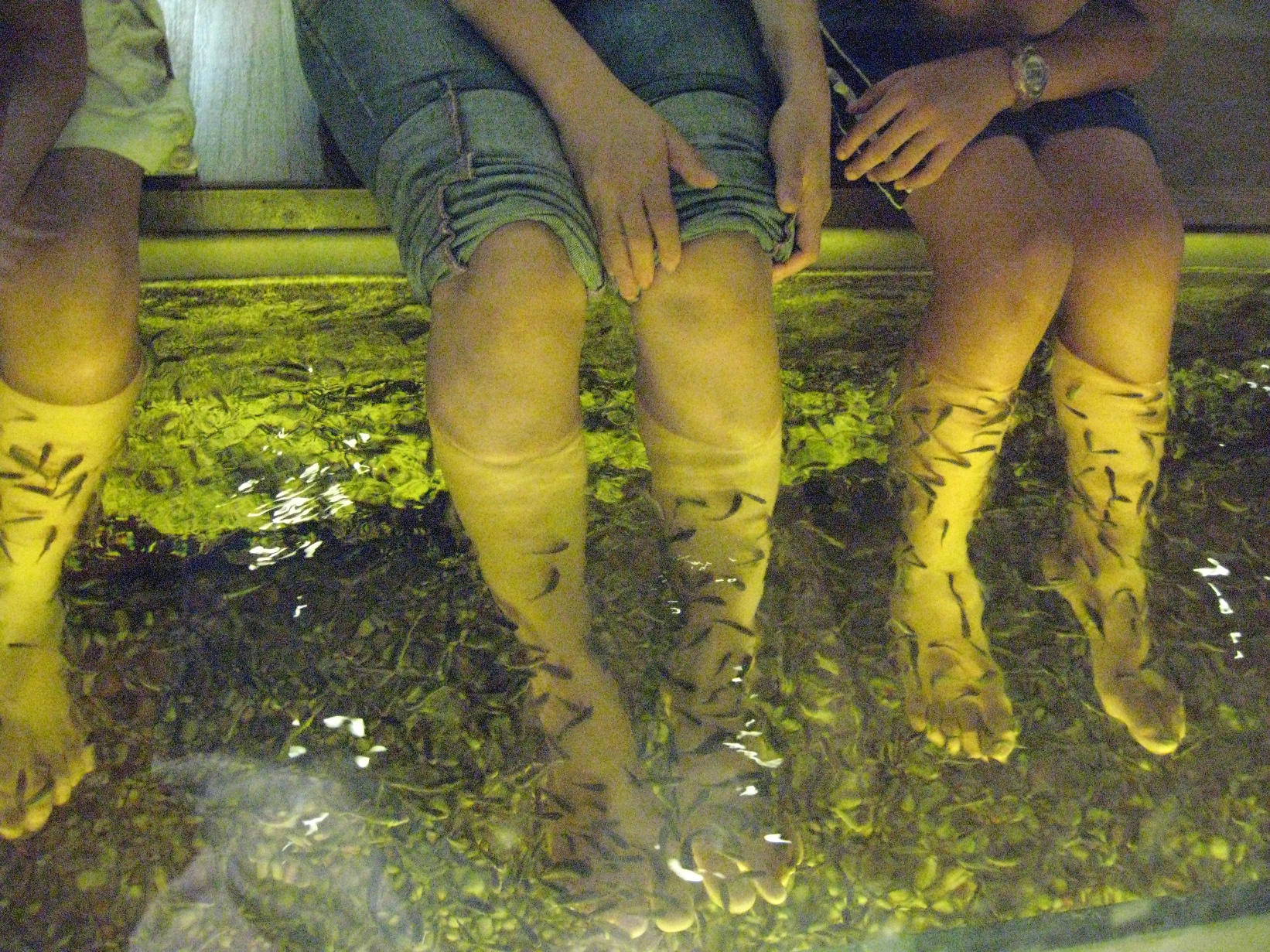